# Convexella krampi
Convexella krampi is een zachte koraalsoort uit de familie Primnoidae. De koraalsoort komt uit het geslacht Convexella. Convexella krampi werd in 1956 voor het eerst wetenschappelijk beschreven door Madsen. 